# 高橋侑花
高橋 侑花（たかはし ゆうか、2002年4月16日 - ）は、日本のスピードスケート選手。長野県出身。大東文化大学スケート部所属。

## 来歴
2017年のスピードスケート大会で初出場。2019年に全国高等学校選抜スピードスケート競技会1000mの部で優勝、1500mの部で4位。